# Вест-Плезант-В'ю (Колорадо)
Вест-Плезант-В'ю (англ. West Pleasant View) — переписна місцевість (CDP) в США, в окрузі Джефферсон штату Колорадо. Населення — 4327 осіб (2020).

## Географія
Вест-Плезант-В'ю розташований за координатами 39°43′56″ пн. ш. 105°10′44″ зх. д. / 39.73222° пн. ш. 105.17889° зх. д. (39.732331, -105.178931).  За даними Бюро перепису населення США в 2010 році переписна місцевість мала площу 3,86 км², уся площа — суходіл.

## Демографія
Згідно з переписом 2010 року, у переписній місцевості мешкало 3840 осіб у 1568 домогосподарствах у складі 875 родин. Густота населення становила 995 осіб/км².  Було 1692 помешкання (438/км²).
Расовий склад населення:
| - 90,3 % — білих - 1,3 % — чорних або афроамериканців - 1,2 % — корінних американців - 1,2 % — азіатів - 0,1 % — вихідців з тихоокеанських островів - 3,4 % — осіб інших рас |

До двох чи більше рас належало 2,5 %. Частка іспаномовних становила 11,1 % від усіх жителів.
За віковим діапазоном населення розподілялося таким чином: 19,1 % — особи молодші 18 років, 71,8 % — особи у віці 18—64 років, 9,1 % — особи у віці 65 років та старші. Медіана віку мешканця становила 35,7 року. На 100 осіб жіночої статі у переписній місцевості припадало 125,7 чоловіків;  на 100 жінок у віці від 18 років та старших — 130,1 чоловіків також старших 18 років.
Середній дохід на одне домашнє господарство  становив 66 551 долар США (медіана — 60 585), а середній дохід на одну сім'ю — 63 859 доларів (медіана — 61 338). За межею бідності перебувало 16,0 % осіб, у тому числі 33,8 % дітей у віці до 18 років та 10,5 % осіб у віці 65 років та старших.
Цивільне працевлаштоване населення становило 2042 особи. Основні галузі зайнятості: освіта, охорона здоров'я та соціальна допомога — 16,9 %, будівництво — 16,3 %, мистецтво, розваги та відпочинок — 11,2 %, роздрібна торгівля — 10,4 %.